# Schefflera chandrasekharanii
Schefflera chandrasekharanii là một loài thực vật có hoa trong Họ Cuồng cuồng. Loài này được Ramam. & Rajan miêu tả khoa học đầu tiên năm 1982.